# Associação Atlética Cori-Sabbá
L'Associação Atlética Cori-Sabbá, noto anche semplicemente come Cori-Sabbá, è una società calcistica brasiliana con sede nella città di Floriano, nello stato del Piauí.

## Storia
Il club venne fondato il 24 maggio 1973, dopo la fusione tra il Corinthians-PI e l'Auto Posto Sabbá. Il Cori-Sabbá vinse il Campionato Piauiense nel 1995. Fu eliminato alla prima fase nelle edizioni 1995, 1996 e 1998 del Campeonato Brasileiro Série C. Nella Coppa del Brasile 1996, il Cori-Sabbá riuscì a battere il Botafogo, vincitore del Campeonato Brasileiro Série A 1995, 1-0 all'andata dei sedicesimi di finale, ma perse 3-0 al ritorno, venendo eliminato dalla competizione.

## Palmarès

### Competizioni statali
- Campionato Piauiense: 1

1995